# Выборы в Московскую городскую думу (1993)
Выборы в Московскую городскую думу первого созыва состоялись 12 декабря 1993 года вместе с выборами в Государственную думу и Совет Федерации и конституционным референдумом. В 31 из 35 сформированных одномандатных округов относительное большинство проголосовало против всех, лишь в округах № 5, № 21, № 26 и № 28 победившие кандидаты получили больше голосов в свою поддержку. Несмотря на это, выборы были признаны состоявшимися во всех округах.

## Результаты голосования
|        |                                            |                      |           |        |               |
| Партия | Партия                                     | Кандидатов выдвинуто | Голосов   | %      | Мест получено |
|        | Выбор России                               | 32                   | 631 835   | 19,13  | 19            |
|        | Независимые кандидаты                      | 41                   | 596 881   | 18,07  | 9             |
|        | Московский гражданский союз                | 32                   | 391 644   | 11,86  | 2             |
|        | Граждане за народовластие                  | 21                   | 235 231   | 7,12   | 1             |
|        | Партия российского единства и согласия     | 18                   | 225 330   | 6,82   | 2             |
|        | Российское движение демократических реформ | 18                   | 201 003   | 6,09   | 2             |
|        | Против всех                                | —                    | 1 007 092 | 30,50  | —             |
| Всего  | Всего                                      | 162                  | 3 302 398 | 100,00 | 35            |

## Результаты по одномандатным округам

### Округ № 1
| Кандидат                          | Партия                      | Результат | Результат | Результат |
| Кандидат                          | Партия                      | голоса    | в %       | место     |
| --------------------------------- | --------------------------- | --------- | --------- | --------- |
| Москвин-Тарханов, Михаил Иванович | Выбор России                | 29 180    | 27,85     | 1         |
| Пашинцев, Борис Анатольевич       | самовыдвижение              | 17 404    | 16,61     | 2         |
| Родченков, Андрей Владимирович    | Московский гражданский союз | 10 317    | 9,85      | 3         |
| Павленко, Александр Александрович | самовыдвижение              | 10 192    | 9,73      | 4         |
|                                   | против всех                 | 37 681    | 35,96     |           |

### Округ № 2
| Кандидат                        | Партия                      | Результат | Результат | Результат |
| Кандидат                        | Партия                      | голоса    | в %       | место     |
| ------------------------------- | --------------------------- | --------- | --------- | --------- |
| Москвиченко, Николай Михайлович | Выбор России                | 18 017    | 18,50     | 1         |
| Майорова, Елена Валентиновна    | самовыдвижение              | 12 101    | 12,42     | 2         |
| Бухарин, Кирилл Владимирович    | ПРЕС                        | 10 295    | 10,57     | 3         |
| Алексеенков, Сергей Олегович    | Московский гражданский союз | 10 158    | 10,43     | 4         |
| Крылова, Татьяна Александровна  | самовыдвижение              | 9 697     | 9,95      | 5         |
| Шаповалов, Игорь Давыдович      | самовыдвижение              | 6 767     | 6,95      | 6         |
|                                 | против всех                 | 30 379    | 31,19     |           |

### Округ № 3
| Кандидат                      | Партия                                     | Результат | Результат | Результат |
| Кандидат                      | Партия                                     | голоса    | в %       | место     |
| ----------------------------- | ------------------------------------------ | --------- | --------- | --------- |
| Гончаров, Сергей Алексеевич   | самовыдвижение                             | 16 881    | 21,23     | 1         |
| Семенова, Ирина Владимировна  | Выбор России                               | 12 690    | 15,96     | 2         |
| Ходжаев, Андрей Закирович     | самовыдвижение                             | 12 453    | 15,66     | 3         |
| Брунов, Владимир Алексеевич   | Российское движение демократических реформ | 7 226     | 9,09      | 4         |
| Кулагин, Александр Гаврилович | самовыдвижение                             | 4 636     | 5,83      | 5         |
| Горелов, Анатолий Алексеевич  | Граждане за народовластие                  | 3 374     | 4,24      | 6         |
| Громова, Елена Анатольевна    | Московский гражданский союз                | 2 695     | 3,39      | 7         |
|                               | против всех                                | 19 561    | 24,60     |           |

### Округ № 4
| Кандидат                         | Партия                                     | Результат | Результат | Результат |
| Кандидат                         | Партия                                     | голоса    | в %       | место     |
| -------------------------------- | ------------------------------------------ | --------- | --------- | --------- |
| Макаров, Вячеслав Геннадьевич    | Российское движение демократических реформ | 23 440    | 27,29     | 1         |
| Филимонов, Станислав Терентьевич | Московский гражданский союз                | 21 075    | 24,53     | 2         |
| Пуденко, Сергей Павлович         | Граждане за народовластие                  | 9 396     | 10,94     | 3         |
| Морской, Игорь Михайлович        | Выбор России                               | 5 629     | 6,55      | 4         |
|                                  | против всех                                | 26 367    | 30,69     |           |

### Округ № 5
| Кандидат                     | Партия                      | Результат | Результат | Результат |
| Кандидат                     | Партия                      | голоса    | в %       | место     |
| ---------------------------- | --------------------------- | --------- | --------- | --------- |
| Осадчий, Сергей Юрьевич      | самовыдвижение              | 24 471    | 29,45     | 1         |
| Ковалкин, Вячеслав Сергеевич | Московский гражданский союз | 13 917    | 16,75     | 2         |
| Литвинов, Арнольд Николаевич | Выбор России                | 13 540    | 16,30     | 3         |
| Казарян, Арам Сократович     | Граждане за народовластие   | 7 501     | 9,03      | 4         |
|                              | против всех                 | 23 662    | 28,48     |           |

### Округ № 6
| Кандидат                          | Партия                                     | Результат | Результат | Результат |
| Кандидат                          | Партия                                     | голоса    | в %       | место     |
| --------------------------------- | ------------------------------------------ | --------- | --------- | --------- |
| Рукина, Ирина Михайловна          | Выбор России                               | 18 670    | 19,27     | 1         |
| Буров, Юрий Алексеевич            | Российское движение демократических реформ | 14 983    | 15,47     | 2         |
| Савельев, Андрей Николаевич       | Московский гражданский союз                | 12 272    | 12,67     | 3         |
| Пономарев, Александр Владимирович | Граждане за народовластие                  | 11 606    | 11,98     | 4         |
| Лорх-Шейко, Эдуард Алексадрович   | ПРЕС                                       | 9 698     | 10,01     | 5         |
|                                   | против всех                                | 29 640    | 30,60     |           |

### Округ № 7
| Кандидат                      | Партия                                     | Результат | Результат | Результат |
| Кандидат                      | Партия                                     | голоса    | в %       | место     |
| ----------------------------- | ------------------------------------------ | --------- | --------- | --------- |
| Хованская, Галина Петровна    | Выбор России                               | 18 901    | 19,26     | 1         |
| Перов, Игорь Федорович        | самовыдвижение                             | 13 733    | 14,00     | 2         |
| Агеев, Вячеслав Юрьевич       | самовыдвижение                             | 10 703    | 10,91     | 3         |
| Таболин, Владимир Викторович  | самовыдвижение                             | 10 154    | 10,35     | 4         |
| Бондарь, Сергей Евгеньевич    | Российское движение демократических реформ | 6 840     | 6,97      | 5         |
| Шабанов, Андрей Владимирович  | Московский гражданский союз                | 6 057     | 6,17      | 6         |
| Бахталовский, Андрей Игоревич | Граждане за народовластие                  | 4 353     | 4,44      | 7         |
|                               | против всех                                | 27 383    | 27,91     |           |

### Округ № 8
| Кандидат                       | Партия                                     | Результат | Результат | Результат |
| Кандидат                       | Партия                                     | голоса    | в %       | место     |
| ------------------------------ | ------------------------------------------ | --------- | --------- | --------- |
| Сизов, Юрий Сергеевич          | Российское движение демократических реформ | 19 564    | 22,48     | 1         |
| Кирпичева, Наталья Алексеевна  | Граждане за народовластие                  | 14 834    | 17,04     | 2         |
| Вага, Александр Юрьевич        | самовыдвижение                             | 10 039    | 11,53     | 3         |
| Комолов, Владимир Андреевич    | самовыдвижение                             | 8 996     | 10,33     | 4         |
| Финогеев, Александр Николаевич | Выбор России                               | 8 877     | 10,20     | 5         |
| Лущик, Алексей Сергеевич       | Московский гражданский союз                | 2 856     | 3,28      | 6         |
|                                | против всех                                | 21 879    | 25,14     |           |

### Округ № 9
| Кандидат                        | Партия                                     | Результат | Результат | Результат |
| Кандидат                        | Партия                                     | голоса    | в %       | место     |
| ------------------------------- | ------------------------------------------ | --------- | --------- | --------- |
| Заикин, Евгений Павлович        | самовыдвижение                             | 24 270    | 23,02     | 1         |
| Федорова, Ирина Владимировна    | самовыдвижение                             | 18 098    | 17,17     | 2         |
| Голубев, Иван Александрович     | Российское движение демократических реформ | 10 183    | 9,66      | 3         |
| Полянская, Валентина Николаевна | самовыдвижение                             | 7 413     | 7,03      | 4         |
| Мельников, Сергей Васильевич    | самовыдвижение                             | 6 385     | 6,06      | 5         |
| Дорошин, Евгений Михайлович     | самовыдвижение                             | 5 569     | 5,28      | 6         |
| Костылев, Евгений Германович    | Российское движение демократических реформ | 4 550     | 4,32      | 7         |
| Колесова, Елена Львовна         | Московский гражданский союз                | 3 656     | 3,47      | 8         |
|                                 | против всех                                | 25 300    | 24,00     |           |

### Округ № 10
| Кандидат                        | Партия                                     | Результат | Результат | Результат |
| Кандидат                        | Партия                                     | голоса    | в %       | место     |
| ------------------------------- | ------------------------------------------ | --------- | --------- | --------- |
| Новицкий, Иван Юрьевич          | Выбор России                               | 24 068    | 22,13     | 1         |
| Буров, Сергей Андреевич         | самовыдвижение                             | 23 783    | 21,87     | 2         |
| Твердохлебов, Евгений Сергеевич | ПРЕС                                       | 18 552    | 17,06     | 3         |
| Жарников, Александр Евгеньевич  | Московский гражданский союз                | 7 183     | 6,60      | 4         |
| Годзевич, Александр Георгиевич  | Российское движение демократических реформ | 3 829     | 3,52      | 5         |
|                                 | против всех                                | 31 344    | 28,82     |           |

### Округ № 11
| Кандидат                        | Партия                    | Результат | Результат | Результат |
| Кандидат                        | Партия                    | голоса    | в %       | место     |
| ------------------------------- | ------------------------- | --------- | --------- | --------- |
| Крутов, Александр Николаевич    | Граждане за народовластие | 22 616    | 22,18     | 1         |
| Бутровский, Валентин Петрович   | самовыдвижение            | 18 841    | 18,48     | 2         |
| Клепиков, Николай Алексеевич    | ПРЕС                      | 16 566    | 16,25     | 3         |
| Поддубский, Александр Федорович | самовыдвижение            | 10 412    | 10,21     | 4         |
|                                 | против всех               | 33 525    | 32,88     |           |

### Округ № 12
| Кандидат                        | Партия                                     | Результат | Результат | Результат |
| Кандидат                        | Партия                                     | голоса    | в %       | место     |
| ------------------------------- | ------------------------------------------ | --------- | --------- | --------- |
| Присяжнюк, Валентина Ивановна   | самовыдвижение                             | 14 331    | 14,83     | 1         |
| Додонов, Борис Константинович   | Выбор России                               | 13 222    | 13,68     | 2         |
| Волков, Александр Александрович | ПРЕС                                       | 11 744    | 12,15     | 3         |
| Горячев, Геннадий Николаевич    | Московский гражданский союз                | 10 693    | 11,07     | 4         |
| Николаев, Виталий Александрович | Российское движение демократических реформ | 10 198    | 10,55     | 5         |
| Ручкин, Александр Дмитриевич    | самовыдвижение                             | 7 623     | 7,89      | 6         |
| Соболева, Татьяна Андреевна     | Граждане за народовластие                  | 5 209     | 5,39      | 7         |
|                                 | против всех                                | 23 601    | 24,43     |           |

### Округ № 13
| Кандидат                       | Партия                                     | Результат | Результат | Результат |
| Кандидат                       | Партия                                     | голоса    | в %       | место     |
| ------------------------------ | ------------------------------------------ | --------- | --------- | --------- |
| Ковалевский, Виталий Федорович | Выбор России                               | 18 337    | 20,70     | 1         |
| Зорин, Владимир Юрьевич        | Московский гражданский союз                | 16 694    | 18,84     | 2         |
| Иванов, Олег Викторович        | Граждане за народовластие                  | 10 096    | 11,39     | 3         |
| Зароченцев, Николай Георгиевич | Российское движение демократических реформ | 9 965     | 11,25     | 4         |
| Гречнев, Вячеслав Вячеславович | самовыдвижение                             | 9 858     | 11,13     | 5         |
|                                | против всех                                | 23 655    | 26,70     |           |

### Округ № 14
| Кандидат                           | Партия                      | Результат | Результат | Результат |
| Кандидат                           | Партия                      | голоса    | в %       | место     |
| ---------------------------------- | --------------------------- | --------- | --------- | --------- |
| Александровская, Наталия Вадимовна | Выбор России                | 28 698    | 31,69     | 1         |
| Островский, Александр Олегович     | Московский гражданский союз | 15 607    | 17,23     | 2         |
| Емелин, Феликс Владимирович        | самовыдвижение              | 15 461    | 17,07     | 3         |
|                                    | против всех                 | 30 805    | 34,01     |           |

### Округ № 15
| Кандидат                         | Партия                      | Результат | Результат | Результат |
| Кандидат                         | Партия                      | голоса    | в %       | место     |
| -------------------------------- | --------------------------- | --------- | --------- | --------- |
| Макаров, Александр Александрович | самовыдвижение              | 16 400    | 19,34     | 1         |
| Пашук, Александр Геннадиевич     | Московский гражданский союз | 15 211    | 17,94     | 2         |
| Волков, Вячеслав Анатольевич     | Выбор России                | 13 428    | 15,84     | 3         |
| Шаныгин, Владимир Юрьевич        | самовыдвижение              | 12 959    | 15,28     | 4         |
|                                  | против всех                 | 26 789    | 31,60     |           |

### Округ № 16
| Кандидат                           | Партия                      | Результат | Результат | Результат |
| Кандидат                           | Партия                      | голоса    | в %       | место     |
| ---------------------------------- | --------------------------- | --------- | --------- | --------- |
| Кругляков, Виктор Михайлович       | Выбор России                | 21 275    | 23,19     | 1         |
| Соломатина, Светлана Александровна | ПРЕС                        | 16 089    | 17,54     | 2         |
| Плохоцкий, Александр Андреевич     | Граждане за народовластие   | 16 082    | 17,53     | 3         |
| Шиленков, Павел Анатольевич        | Московский гражданский союз | 7 528     | 8,21      | 4         |
|                                    | против всех                 | 30 758    | 33,53     |           |

### Округ № 17
| Кандидат                        | Партия                                     | Результат | Результат | Результат |
| Кандидат                        | Партия                                     | голоса    | в %       | место     |
| ------------------------------- | ------------------------------------------ | --------- | --------- | --------- |
| Стебенкова, Людмила Васильевна  | Выбор России                               | 22 409    | 24,72     | 1         |
| Парра, Александр Владимирович   | Российское движение демократических реформ | 15 231    | 16,80     | 2         |
| Логвинов, Анатолий Венеаминович | Московский гражданский союз                | 13 228    | 14,59     | 3         |
| Медведев, Владимир Федорович    | ПРЕС                                       | 10 353    | 11,42     | 4         |
|                                 | против всех                                | 29 448    | 32,48     |           |

### Округ № 18
| Кандидат                      | Партия                      | Результат | Результат | Результат |
| Кандидат                      | Партия                      | голоса    | в %       | место     |
| ----------------------------- | --------------------------- | --------- | --------- | --------- |
| Кудин, Виктор Павлович        | самовыдвижение              | 27 091    | 24,30     | 1         |
| Крайник, Владислав Тимофеевич | Выбор России                | 21 620    | 19,39     | 2         |
| Судоплатов, Олег Юрьевич      | Московский гражданский союз | 11 463    | 10,28     | 3         |
| Стром, Алла Давидовна         | Граждане за народовластие   | 9 180     | 8,23      | 4         |
|                               | против всех                 | 42 153    | 37,80     |           |

### Округ № 19
| Кандидат                      | Партия                      | Результат | Результат | Результат |
| Кандидат                      | Партия                      | голоса    | в %       | место     |
| ----------------------------- | --------------------------- | --------- | --------- | --------- |
| Максимов, Виктор Анатольевич  | Выбор России                | 22 155    | 23,91     | 1         |
| Чаплинский, Сергей Игоревич   | Московский гражданский союз | 18 774    | 20,26     | 2         |
| Грязнев, Сергей Ильич         | самовыдвижение              | 13 253    | 14,30     | 3         |
| Якименко, Анатолий Васильевич | Граждане за народовластие   | 6 049     | 6,53      | 4         |
|                               | против всех                 | 32 440    | 35,01     |           |

### Округ № 20
| Кандидат                        | Партия                                     | Результат | Результат | Результат |
| Кандидат                        | Партия                                     | голоса    | в %       | место     |
| ------------------------------- | ------------------------------------------ | --------- | --------- | --------- |
| Севостьянов, Валерий Леонидович | Выбор России                               | 19 929    | 23,44     | 1         |
| Плохин, Александр Александрович | Российское движение демократических реформ | 17 270    | 20,31     | 2         |
| Антонов, Анатолий Николаевич    | Российское движение демократических реформ | 15 929    | 18,73     | 3         |
| Баранов, Сергей Дмитриевич      | Московский гражданский союз                | 9 315     | 10,95     | 4         |
|                                 | против всех                                | 22 591    | 26,57     |           |

### Округ № 21
| Кандидат                      | Партия                                     | Результат | Результат | Результат |
| Кандидат                      | Партия                                     | голоса    | в %       | место     |
| ----------------------------- | ------------------------------------------ | --------- | --------- | --------- |
| Журавлева, Светлана Юрьевна   | самовыдвижение                             | 35 393    | 35,95     | 1         |
| Силин, Владимир Александрович | Выбор России                               | 19 597    | 19,91     | 2         |
| Жакин, Николай Алексеевич     | Российское движение демократических реформ | 9 890     | 10,05     | 3         |
| Зулумян, Гайк Бюзандович      | ПРЕС                                       | 3 129     | 3,18      | 4         |
|                               | против всех                                | 30 433    | 30,91     |           |

### Округ № 22
| Кандидат                    | Партия                      | Результат | Результат | Результат |
| Кандидат                    | Партия                      | голоса    | в %       | место     |
| --------------------------- | --------------------------- | --------- | --------- | --------- |
| Балашов, Евгений Борисович  | Московский гражданский союз | 23 068    | 27,49     | 1         |
| Бойкова, Валентина Игоревна | ПРЕС                        | 20 849    | 24,85     | 2         |
| Истомина, Е. А.             | н/д                         | 13 382    | 15,95     | 3         |
|                             | против всех                 | 26 607    | 31,71     |           |

### Округ № 23
| Кандидат                           | Партия                      | Результат | Результат | Результат |
| Кандидат                           | Партия                      | голоса    | в %       | место     |
| ---------------------------------- | --------------------------- | --------- | --------- | --------- |
| Станков, Анатолий Георгиевич       | самовыдвижение              | 24 110    | 26,27     | 1         |
| Боголюбов, Александр Александрович | Граждане за народовластие   | 19 503    | 21,25     | 2         |
| Глушец, Анатолий Михайлович        | Выбор России                | 11 407    | 12,43     | 3         |
| Строганов, Сергей Николаевич       | Московский гражданский союз | 9 184     | 10,01     | 4         |
|                                    | против всех                 | 27 576    | 30,05     |           |

### Округ № 24
| Кандидат                      | Партия                      | Результат | Результат | Результат |
| Кандидат                      | Партия                      | голоса    | в %       | место     |
| ----------------------------- | --------------------------- | --------- | --------- | --------- |
| Коротич, Анатолий Анатольевич | Выбор России                | 29 358    | 27,91     | 1         |
| Афанасьев, Феликс Григорьевич | ПРЕС                        | 15 664    | 14,89     | 2         |
| Ивин, Владимир Яковлевич      | Московский гражданский союз | 12 430    | 11,82     | 3         |
| Потапов, Владимир Сергеевич   | самовыдвижение              | 12 231    | 11,63     | 4         |
|                               | против всех                 | 35 515    | 33,76     |           |

### Округ № 25
| Кандидат                      | Партия                      | Результат | Результат | Результат |
| Кандидат                      | Партия                      | голоса    | в %       | место     |
| ----------------------------- | --------------------------- | --------- | --------- | --------- |
| Катаев, Дмитрий Иванович      | Выбор России                | 23 431    | 24,44     | 1         |
| Кочанов, Юрий Иванович        | Московский гражданский союз | 22 495    | 23,46     | 2         |
| Дворников, Николай Николаевич | ПРЕС                        | 18 194    | 18,98     | 3         |
|                               | против всех                 | 31 758    | 33,12     |           |

### Округ № 26
| Кандидат                       | Партия                      | Результат | Результат | Результат |
| Кандидат                       | Партия                      | голоса    | в %       | место     |
| ------------------------------ | --------------------------- | --------- | --------- | --------- |
| Шохин, Сергей Олегович         | Выбор России                | 32 531    | 31,08     | 1         |
| Ступаков, Игорь Николаевич     | ПРЕС                        | 15 601    | 14,90     | 2         |
| Василенко, Владимир Васильевич | Московский гражданский союз | 12 797    | 12,23     | 3         |
| Рощин, Михаил Юрьевич          | Граждане за народовластие   | 12 315    | 11,77     | 4         |
|                                | против всех                 | 31 427    | 30,02     |           |

### Округ № 27
| Кандидат                        | Партия                                     | Результат | Результат | Результат |
| Кандидат                        | Партия                                     | голоса    | в %       | место     |
| ------------------------------- | ------------------------------------------ | --------- | --------- | --------- |
| Горошко, Александр Владленович  | самовыдвижение                             | 17 508    | 23,46     | 1         |
| Сергеева, Марина Глебовна       | Выбор России                               | 11 792    | 15,80     | 2         |
| Кузин, Юрий Михайлович          | ПРЕС                                       | 8 002     | 10,72     | 3         |
| Логинова, Людмила Васильевна    | Граждане за народовластие                  | 7 780     | 10,43     | 4         |
| Чернов, Евгений Владимирович    | Московский гражданский союз                | 4 583     | 6,14      | 5         |
| Садофьева, Татьяна Вячеславовна | Российское движение демократических реформ | 3 592     | 4,81      | 6         |
|                                 | против всех                                | 21 364    | 28,63     |           |

### Округ № 28
| Кандидат                           | Партия                      | Результат | Результат | Результат |
| Кандидат                           | Партия                      | голоса    | в %       | место     |
| ---------------------------------- | --------------------------- | --------- | --------- | --------- |
| Плотников, Владимир Константинович | Выбор России                | 30 540    | 31,73     | 1         |
| Степовой, Александр Иванович       | Московский гражданский союз | 20 899    | 21,71     | 2         |
| Панкратьев, Игорь Павлович         | самовыдвижение              | 18 385    | 19,10     | 3         |
|                                    | против всех                 | 26 429    | 27,46     |           |

### Округ № 29
| Кандидат                       | Партия                      | Результат | Результат | Результат |
| Кандидат                       | Партия                      | голоса    | в %       | место     |
| ------------------------------ | --------------------------- | --------- | --------- | --------- |
| Платонов, Владимир Михайлович  | Выбор России                | 18 881    | 23,26     | 1         |
| Полуэктов, Валентин Викторович | Московский гражданский союз | 18 495    | 22,78     | 2         |
| Поденок, Андрей Евгеньевич     | Граждане за народовластие   | 13 669    | 16,84     | 3         |
|                                | против всех                 | 30 143    | 37,13     |           |

### Округ № 30
| Кандидат                       | Партия                                     | Результат | Результат | Результат |
| Кандидат                       | Партия                                     | голоса    | в %       | место     |
| ------------------------------ | ------------------------------------------ | --------- | --------- | --------- |
| Никитина, Алевтина Анатольевна | Выбор России                               | 26 567    | 27,91     | 1         |
| Шукшунов, Валентин Ефимович    | Московский гражданский союз                | 12 627    | 13,27     | 2         |
| Окунь, Геннадий Соломонович    | самовыдвижение                             | 11 221    | 11,79     | 3         |
| Беляев, Игорь Алексеевич       | ПРЕС                                       | 7 403     | 7,78      | 4         |
| Афонин, Николай Сергеевич      | Российское движение демократических реформ | 6 196     | 6,51      | 5         |
|                                | против всех                                | 31 174    | 32,75     |           |

### Округ № 31
| Кандидат                         | Партия                                     | Результат | Результат | Результат |
| Кандидат                         | Партия                                     | голоса    | в %       | место     |
| -------------------------------- | ------------------------------------------ | --------- | --------- | --------- |
| Павлов, Валерий Анатольевич      | ПРЕС                                       | 17 782    | 19,03     | 1         |
| Щербаков, Валентин Михайлович    | Выбор России                               | 15 544    | 16,63     | 2         |
| Никитина, Людмила Алексеевна     | Российское движение демократических реформ | 12 693    | 13,58     | 3         |
| Царегородцев, Михаил Геннадьевич | самовыдвижение                             | 11 178    | 11,96     | 4         |
| Бурдейный, Лев Борисович         | Граждане за народовластие                  | 5 363     | 5,74      | 5         |
|                                  | против всех                                | 30 906    | 33,07     |           |

### Округ № 32
| Кандидат                        | Партия                                     | Результат | Результат | Результат |
| Кандидат                        | Партия                                     | голоса    | в %       | место     |
| ------------------------------- | ------------------------------------------ | --------- | --------- | --------- |
| Емельянов, Юрий Петрович        | Московский гражданский союз                | 19 569    | 21,03     | 1         |
| Савельев, Олег Александрович    | Выбор России                               | 16 108    | 17,31     | 2         |
| Смолянский, Сергей Владимирович | Российское движение демократических реформ | 9 424     | 10,13     | 3         |
| Лизунов, Олег Петрович          | Граждане за народовластие                  | 8 954     | 9,62      | 4         |
| Кузьмичев, Александр Георгиевич | ПРЕС                                       | 8 202     | 8,81      | 5         |
|                                 | против всех                                | 30 803    | 33,10     |           |

### Округ № 33
| Кандидат                     | Партия                    | Результат | Результат | Результат |
| Кандидат                     | Партия                    | голоса    | в %       | место     |
| ---------------------------- | ------------------------- | --------- | --------- | --------- |
| Катушенок, Владимир Кузьмич  | Выбор России              | 28 963    | 21,63     | 1         |
| Шорина, Тамара Борисовна     | самовыдвижение            | 23 467    | 17,52     | 2         |
| Гребенник, Андрей Вадимович  | Граждане за народовластие | 16 042    | 11,98     | 3         |
| Кузнецов, Василий Васильевич | самовыдвижение            | 15 666    | 11,70     | 4         |
| Попков, Михаил Александрович | самовыдвижение            | 12 193    | 9,10      | 5         |
|                              | против всех               | 37 599    | 28,07     |           |

### Округ № 34
| Кандидат                        | Партия                      | Результат | Результат | Результат |
| Кандидат                        | Партия                      | голоса    | в %       | место     |
| ------------------------------- | --------------------------- | --------- | --------- | --------- |
| Прошечкин, Евгений Викторович   | Выбор России                | 23 370    | 21,93     | 1         |
| Бондаренко, Юрий Константинович | Московский гражданский союз | 21 000    | 19,71     | 2         |
| Лескова, Галина Ивановна        | Граждане за народовластие   | 18 786    | 17,63     | 3         |
| Акимцев, Владимир Васильевич    | самовыдвижение              | 15 555    | 14,60     | 4         |
|                                 | против всех                 | 27 851    | 26,14     |           |

### Округ № 35
| Кандидат                     | Партия                      | Результат | Результат | Результат |
| Кандидат                     | Партия                      | голоса    | в %       | место     |
| ---------------------------- | --------------------------- | --------- | --------- | --------- |
| Громыко, Александр Петрович  | ПРЕС                        | 17 207    | 25,62     | 1         |
| Золотарев, Виталий Иосифович | Выбор России                | 13 101    | 19,50     | 2         |
| Веселов, Владимир Федорович  | Граждане за народовластие   | 12 523    | 18,64     | 3         |
| Шестаков, Дмитрий Юрьевич    | Московский гражданский союз | 5 798     | 8,63      | 4         |
|                              | против всех                 | 18 546    | 27,61     |           |